# فلوئورید پلوتونیم (III)
فلوئورید پلوتونیم(III) (به انگلیسی: Plutonium(III) fluoride) یک ترکیب شیمیایی با شناسه پاب‌کم ۱۳۹۶۲۴ است. شکل ظاهری این ترکیب، بلورهای کدر بنفش است.